# Plutôt mourir que faillir
 (juillet 2014).
- Si vous ne connaissez pas le sujet, laissez ce bandeau (vous pouvez alors contacter les auteurs).
- Si vous supprimez le contenu mis en cause (vous pouvez préalablement contacter les auteurs),

argumentez précisément cette suppression dans la page de discussion
(un manque de référence n'est pas un argument ; une recherche réelle de référence doit avoir été effectuée, être formellement documentée).
 (octobre 2016).
Si vous disposez d'ouvrages ou d'articles de référence ou si vous connaissez des sites web de qualité traitant du thème abordé ici, merci de compléter l'article en donnant les références utiles à sa vérifiabilité et en les liant à la section « Notes et références ».

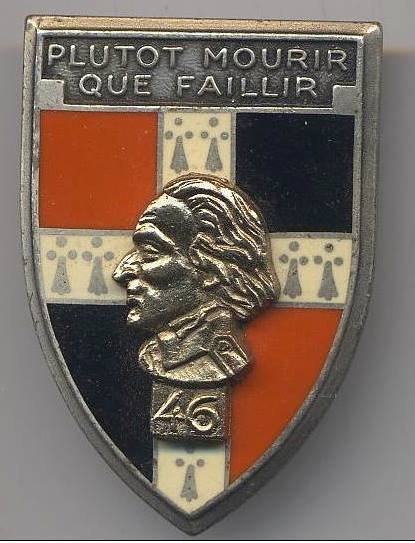
Devise sur l'insigne du 46e régiment d'Infanterie.

Plutôt mourir que faillir est une devise familiale d’une des plus vieilles familles de la noblesse de Bretagne d’ancienne extraction chevaleresque, la famille de Kermoysan. Elle a également été reprise en 1834 par un journal légitimiste nantais, L'Hermine.

## Histoire
La famille de Kermoysan compte plusieurs représentants qui se sont illustrés tout au long de l'histoire de France, dont l’un des plus illustres, Tugdual de Kermoysan, a combattu aux côtés du duc de Bretagne, puis du roi de France Charles VII pendant la guerre de Cent Ans. Présent notamment au siège d'Orléans en 1429 aux côtés de Jeanne d'Arc, il meurt durant les combats au siège de Cherbourg en 1450.
La devise est liée à un mammifère carnivore, qui ressemble à la belette, l’hermine. Les romains chassaient l’hermine. Le pelage de l'hermine est brun-roux l'été et devient d’un blanc immaculé l'hiver (essentiellement dans les régions froides) : seul le bout de la queue reste noir. Pour faire des manteaux, ou pour recouvrir des écus (boucliers) on cousait les peaux côte à côte et on plaçait au milieu de chacune la queue fixée par trois barrettes disposées en croix. L’hermine ne désignait plus seulement la fourrure de l’animal, mais aussi cette représentation formée du bout de la queue (appelée plus précisément la moucheture d'hermine) et des trois barettes. L'hermine ainsi stylisée est devenue très tôt un emblème d'héraldique (blasons) que l'on retrouve dans les armes de plusieurs familles de la noblesse féodale. Elle est représentée soit de manière réaliste (c'est l'hermine passante), soit sous forme stylisée (sans doute inspirée de sa fourrure), ressemblant un peu à une croix avec 3 pointes en haut. Elle a fini par être considérée un peu partout comme le symbole de la Bretagne et aujourd'hui, elle se retrouve de fait, dans les armoiries d'un très grand nombre de villes bretonnes.

### La légende de l'hermine, à l'origine de la devise familiale
La légende raconte qu’une hermine acculée au bord d'une mare boueuse, par un renard, qui la poursuivait, préféra se retourner, et lui faire face, plutôt que de salir sa fourrure, pour fuir en traversant cette mare boueuse. Elle préféra faire face, et lutter, jusqu’à la mort.
Pour d’autres, la duchesse Anne de Bretagne vit lors d’une chasse, une hermine poursuivie par des chiens. À la vue de cette scène, la duchesse Anne obtint auprès de ses chasseurs la grâce de ce petit animal et en fit son emblème. Cette thèse apparait fantaisiste (en raison de l’anachronisme 1477 - 1514). Il est certain en effet que c’est la branche des Dreux, avec Pierre de Dreux (1187 - 1250) qui arbore la première l’écu d’hermine. Dans le régime féodal, l'aîné héritait du blason paternel. Mais les autres enfants devaient briser les armes : ils ajoutaient une brisure (un signe distinctif). Ainsi, les Dreux avaient pour blason un échiqueté avec une bordure. Pierre de Dreux, le cadet, a brisé le blason avec l'hermine. Il devait commencer à porter ces armoiries vers 1209. Et c'est à son cousin, Pierre de Dreux, que le roi de France donne le trône ducal de Bretagne. Il emporte alors avec
lui son blason. En 1316, le duc de Bretagne, Jean III, change d'armoiries : il retire l'échiqueté et la bordure. La brisure d'hermine devient les pleines armes du duc de Bretagne. Le duc Jean IV prend comme devise personnelle « plutôt la mort que la souillure » parfois francisé en « plutôt mourir que faillir », son ordre de chevalerie (l’ordre de l’hermine), sa livrée, et le nom de son château à Vannes (vers 1385).
Cet écu d'hermine est la source de toute l'emblématique bretonne : la bannière herminée a donné le drapeau traditionnel, puis le franc-quartier du Gwenn-ha-du (le drapeau blanc et noir).

### Les deux autres devises de Bretagne

#### «Malo au riche duc»
Il est très vraisemblable que cette autre devise soit née au milieu des années 1380 et qu’elle ait été adoptée par Jean IV lors des luttes contre les rebelles de Saint-Malo. Le duc accompagna-t-il son choix d’une autre manifestation de l’esprit chevaleresque, en donnant le nom de Malo au héraut chargé d’orchestrer le cérémonial d’entrée dans la ville, soit en 1368, soit en 1384 ?. C’est probable.
À la suite des combats, la Tour Solidor, de Saint-Malo, qui avait été assiégée et gravement endommagée en 1371-1372, reçut de nouveau une garnison ducale et fut entièrement réparée. C’est probablement alors que les armoiries du duc furent non seulement placées au-dessus de la porte principale de la ville, mais encore accompagnées d’une nouvelle devise, bien significative, « Malo au riche duc ».

#### «A ma vie»
Le duc de Bretagne a créé en 1381 un ordre militaire et honorifique appelé l’ordre de l’hermine. Cet ordre est vu comme l'un des plus anciens parmi les ordres militaires et honorifiques d'Europe. Le collier de l'Hermine, porté par les membres de l’ordre, se composait de deux chaînes d'or, formées elles-mêmes d'agrafes ornées d'hermines. Ces deux chaînes étaient attachées à leurs extrémités par une double couronne ducale où deux hermines émaillées étaient suspendues. Une banderole entourait les chaînes et portait la devise « A ma vie ». Le Duc de Bretagne François 1er ajoutera plus tard à cet ordre un collier d'argent composé d'épis de blé et terminé par une chaîne : l'Ordre de l'Epi. Le dernier collier de l'Hermine qu'on pouvait voir représenté était sculpté en albâtre sur le tombeau de Jean IV, dans la cathédrale de Nantes. Ces colliers étaient remis, après la mort de leurs possesseurs, aux doyens et Chapelains de Saint-Michel-des-Champs, siège de l'Ordre, près d'Auray, pour être convertis en calices ou ornements et employés pour les bonnes œuvres de la chapelle.
La création de l’ordre de chevalerie de l’Hermine intervient dans un contexte très particulier : les années qui suivent la bataille d’Auray (1361) et la fin de la guerre de Succession de Bretagne. Celle-ci est remportée par Jean de Montfort - le futur duc Jean IV -, qui a les faveurs et l’aide militaire du roi d’Angleterre contre Charles de Blois, soutenu par la France. Auray est un événement décisif dans l’histoire de la Bretagne au Moyen Âge, puisque la nouvelle dynastie des Montfort qui s’installe sur le trône ducal ne cessera jamais de renforcer l’indépendance de la principauté et d’en renforcer les institutions. C’est un instrument politique et diplomatique.
En fait, pour Jean IV comme pour ses successeurs, l’ordre de l’Hermine s’insère donc, comme le souligne Mikael Jones : « Dans une plus vaste stratégie afin de graver de façon indélébile le pouvoir ducal et son symbolisme dans l’imaginaire populaire. » Comme ailleurs en Europe, les ducs de Bretagne ont besoin d’apparat pour affirmer la force de leur dynastie. Ainsi, dans un compte-rendu de 1424, le collier du duc est décrit comme étant une magnifique chaîne en or couverte de bijoux et de perles, à laquelle était attaché un pendant d’hermine, également orné de bijoux. La remise du collier de l’Hermine s’inscrit dans une étiquette de plus en plus élaborée.

### La Renaissance de l'Ordre de l'Hermine
Lorsque le Sénateur Georges Lombard succéda en 1972 au Président René Pléven à la tête du C.E.L.I.B. (que ce dernier présidait depuis 1951), il eut, pour lui exprimer la reconnaissance de la Bretagne tout entière, l'idée de remettre à l'honneur la distinction créée par le Duc Jean IV. Le C.E.L.I.B est le comité d'étude et de liaison des intérêts bretons. Il ne s'agissait évidemment pas au sens strict, de reconstituer un ancien ordre, mais plutôt de relever un symbole et de perpétuer une tradition.
Le collier de l'Hermine fut ainsi remis au Président Pléven à l'issue de l'assemblée générale du C.E.L.I.B, au Palais des congrès de Pontivy, le 29 septembre 1972, jour de la Saint-Michel, en présence de plusieurs centaines de responsables politiques, économiques, culturels et sociaux de toute la Bretagne. 
Quelques mois plus tard, le collier de l'Hermine devait être également remis à Jean Mévellec, Président de la Chambre Régionale d'Agriculture, qui avait joué un rôle capital dans la mutation de l'agriculture bretonne et également dans la fameuse bataille du rail de 1962-1963.
En 1973, la distinction fut remise à Rome au professeur Gabriel Pescatore, Président de la Cassa per il Mezzogiorno, qui, avec les responsables du C.E.L.I.B., fut un des fondateurs de la Conférence des Régions Périphériques Maritimes Européennes.
À la demande du C.E.L.I.B. et après une interruption de 15 ans, l'Institut Culturel de Bretagne, au Parlement de Bretagne à Rennes, en 1988, reprenait la mission honorifique et décernait le collier de l'Hermine à quatre personnalités : Vefa de Bellaing, Pierre-Roland Giot, Polig Monjarret et Henri Queffélec.
Le Collier de l'Hermine distingue des personnes ayant beaucoup œuvré pour la Bretagne, son identité et sa culture et il est donc naturel que l'Institut Culturel de Bretagne ait été choisi pour perpétuer cette tradition.

## La devise du Régiment de Bretagne, devenu46eRégiment d’Infanterie
« Potius mori quam vinci » (Plutôt mourir qu'être vaincu) qui est remplacé vers 1757 par Potius mori quam foedari (Plutôt mourir que faillir) est aussi la devise d'un ancien régiment créé par Mazarin[source insuffisante] le 4 février 1644, qui se nomme d'abord Mazarin-français, puis très vite, régiment de Castelnau, puis régiment d'Hocquincourt en 1651. Le général de Castelnau est tué à la tête du régiment en 1658. Le régiment devient régiment de Bretagne, et porte ce nom jusqu'en 1791. Il devient alors 46e régiment d'infanterie, jusqu'en 1940. 

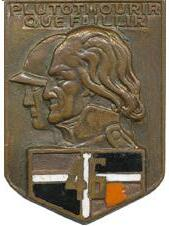

À la Bataille de Hohenlinden, en 1800, le capitaine de La Tour d'Auvergne : « Je meurs content, j'ai toujours rêvé de finir ainsi ma carrière ». Le nom de La Tour d'Auvergne sera conservé à la tête du contrôle de la 46e Demi-Brigade. 
Il participe à la bataille de la Marne en 1914 et en 1917, lutte sur le chemin des Dames. Le 28 novembre 1918, le régiment est cité à l'ordre de la 5e Armée française, ses pertes s'élèvent alors à 3684 tués ou disparus, dont 76 officiers.
Fidèle à sa devise, Il a succombé héroïquement et il est décimé sur l’Aisne à Asfeld le 10 juin 1940, il reste alors six officiers, huit sous-officiers et quatre-vingt deux soldats. Il « a lutté héroïquement et tenu jusqu'au sacrifice ». (Citation, 1940). Il est dissous lors de la signature de l'armistice. Il est recréé en 1944 en tant que 46e bataillon d’infanterie. 
Il reçoit le 11 janvier 1945, son drapeau des mains propres du Général de Gaulle. Il est à la Rochelle lorsque intervient l’armistice du 8 mai 1945. Ensuite, il participe à l'occupation de l'Allemagne en Rhénanie de 1945 à 1947 avant de venir occuper Berlin le 2 novembre 1947. Il y assurera les missions de souveraineté puis de protection de la ville. Il est stationné au quartier napoléon à Berlin avec le 11e régiment de chasseurs à cheval
Première dissolution le 14 septembre 1994. Le 1er juillet 1995 il est recréé en tant que régiment de réserve associé au 24e régiment d'infanterie de Vincennes. Il est chargé de missions de protection des populations et d'aide aux autorités, avant une nouvelle dissolution, le 30 juin 1997, cette fois, définitive.
Campagnes du régiment : Guerre de Trente Ans 1644-1648 - Fronde 1649-1652 - Espagne 1653-1659 - Candie 1669 - Hollande 1672-1678 - Ligue d'Augsbourg 1688-1697 - Succession d'Espagne 1701-1713 - Succession d'Autriche 1740-1748 - Minorque 1756 - Guerre de Sept-Ans 1756-1763 - Corse 1768-1771 - Port-Mahon 1781 - Gibraltar 1782 - Allemagne 1792-1794 - Italie 1794-1796 - Belgique 1798 - Suisse 1799 - Rhin 1800 - Allemagne 1805-1809 - Russie 1812 - Allemagne 1813 - France 1814 - Belgique 1815 - Morée 1828-1829 - Crimée 1854-1855 - Italie 1859 - France 1870-1871 - Tunisie 1881-1883 - Grande Guerre 1914-1918 - France 1939-1940 - Libération 1944-1945. 